# Beta Epsilon
Pour les articles homonymes, voir Epsilon (homonymie).

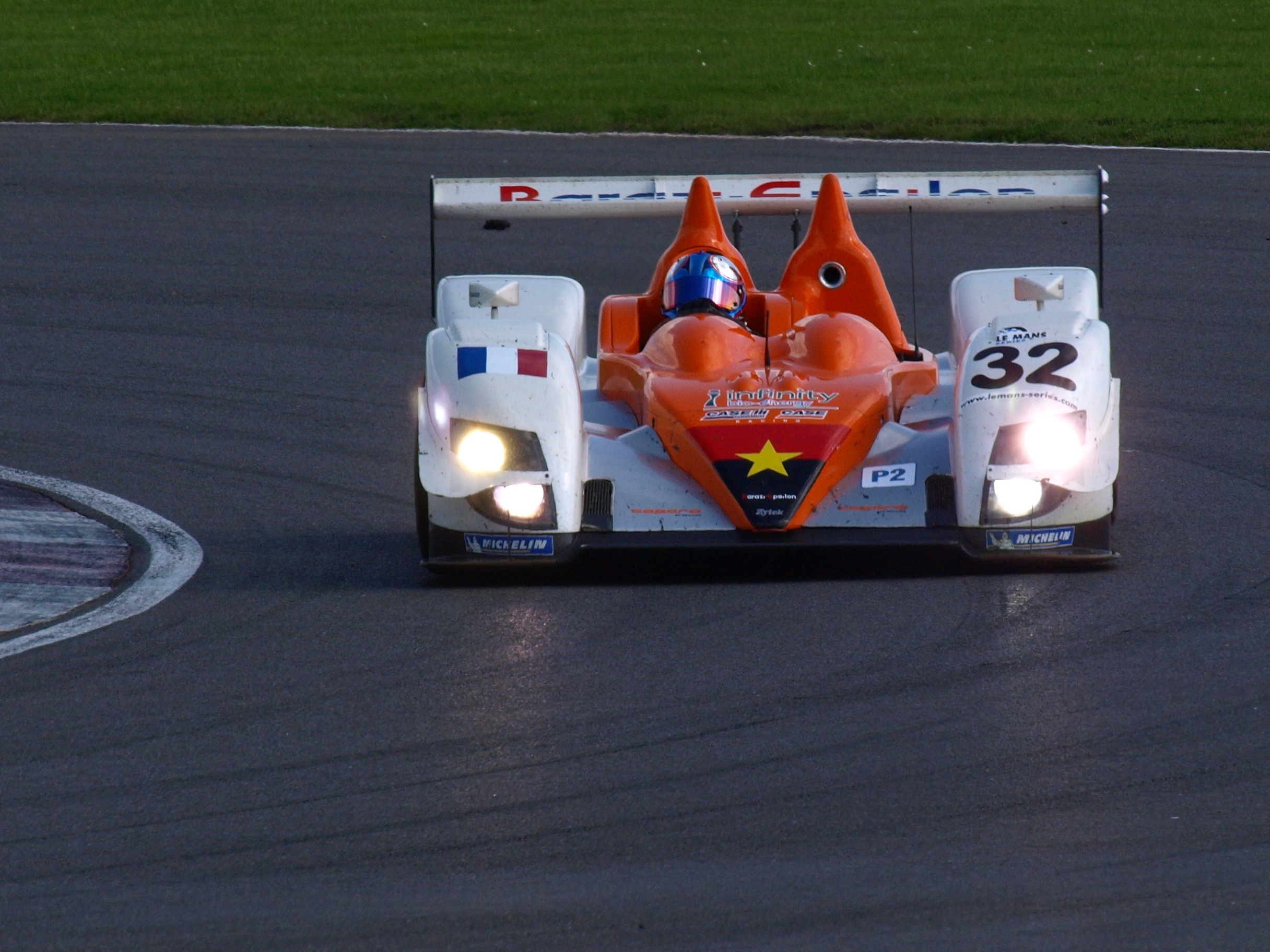
Zytek 07S/2 Barazi-Epsilon aux 1 000 kilomètres de Silverstone 2008.

Beta Epsilon (créée sous le nom Epsilon Sport puis rebaptisée Barazi-Epsilon) est une équipe de course, créée et dirigée par Michel Lecomte en 2000. L'atelier se trouve aux alentours du circuit du Mans et les voitures sont construites dans les Vosges en partenariat avec l'équipementier automobile Faurecia.

## Historique
De 2008 à 2009, l'écurie court dans le championnat Le Mans Series avec Fernando Rees, Michael Vergers et Juan Barazi. Elle obtient des résultats irréguliers aux 24 Heures du Mans. 
En 2009, engagée en Superleague Formula, l'équipe porte les couleurs de l'Olympique Lyonnais.
En 2011, l'écurie est rebaptisée Beta Epsilon et développe, autour de nouveaux moyens financiers et d'une nouvelle équipe, sa propre gamme de voiture de course monoplace et permet l'accès à la compétition à de jeunes pilotes peu fortunés en proposant une monoplace homologuée FIA de type Formule 4.
Beta Epsilon développe aujourd'hui des monoplaces de Type F4 (la Formula Premium), F3 (la gamme Silver), F2 et Formule 1 (la gamme XW), ainsi que des Prototypes LMP1 et LNurb 08.jpgMP2 pouvant participer au 24 heures du Mans.

## Résultats enSuperleague Formula
| Saison | Équipe                               | Moteur | Pneumatiques | Pilotes                          | GP disputés | Victoires | Points inscrits | Classement |
| ------ | ------------------------------------ | ------ | ------------ | -------------------------------- | ----------- | --------- | --------------- | ---------- |
| 2009   | Olympique Lyonnais                   | V12    | Michelin     | Nelson Panciatici                | 12          | 0         | 160             | 17e        |
| 2010   | Girondins de Bordeaux Galatasaray SK | V12    | Michelin     | Franck Montagny Tristan Gommendy | 2           | 0         | 0               | nc         |

## Résultats aux24 Heures du Mans
| Année | Écurie                           | Catégorie | Châssis     | Moteur                 | Pilotes                                             | Tours | Pos. | Cat. pos. |
| ----- | -------------------------------- | --------- | ----------- | ---------------------- | --------------------------------------------------- | ----- | ---- | --------- |
| 2004  | Epsilon Sport                    | LMP2      | Courage C65 | Willman (JPX) 3,4 L V6 | Renaud Derlot Gunnar Jeannette Gavin Pickering (de) | 124   | Abd. | Abd.      |
| 2007  | Barazi Epsilon Zytek Engineering | LMP2      | Zytek 07S/2 | Zytek ZG348 3,4 L V8   | Adrián Fernández Haruki Kurosawa Robbie Kerr        | 301   | 27e  | 2e        |
| 2008  | Barazi-Epsilon                   | LMP2      | Zytek 07S/2 | Zytek 2ZG348 3,4 L V8  | Juan Barazi Michael Vergers Stuart Moseley          | 304   | 29e  | 5e        |
| 2009  | Barazi-Epsilon                   | LMP2      | Zytek 07S/2 | Zytek 2ZG348 3,4 L V8  | Juan Barazi Phil Bennet Stuart Moseley              | 306   | 28e  | 4e        |

## Résultats auxLe Mans Series
| Saison | Catégorie | Châssis     | Moteur                | Pilotes                                          | Courses disputés | Victoires | Points inscrits | Classement |
| ------ | --------- | ----------- | --------------------- | ------------------------------------------------ | ---------------- | --------- | --------------- | ---------- |
| 2006   | LMP2      | Courage C65 | AER P07 2.0L Turbo I4 | Juan Barazi Michael Vergers Jean-Philippe Belloc | 5                | 1         | 28              | Vainqueur  |
| 2007   | LMP2      | Zytek 07S/2 | Zytek ZG348 3.4 L V8  | Juan Barazi Michael Vergers Karim Ojjeh          | 4                | 2         | 25              | 3e         |
| 2008   | LMP2      | Zytek 07S/2 | Zytek ZG348 3.4 L V8  | Juan Barazi Michael Vergers Fernando Rees        | 5                | 0         | 1               | 13e        |
| 2009   | LMP2      | Zytek 07S/2 | Zytek ZG348 3.4 L V8  | Juan Barazi Michael Vergers Fernando Rees        | 1                | 0         | 0               | 14e        |